# 리메인
《리메인》은 2020년에 개봉한 대한민국의 영화이다.

## 캐스팅
- 이지연 : 한수연 역
- 김영재 : 박세혁 역
- 하준 : 고준희 역
- 김선옥 : 교육센터 원장 역
- 김민우 : 남진우 역
- 홍승이 : 김나영 역
- 이아인 : 무용치료학생들 역
- 곽동규 : 무용치료학생들 역
- 박주현 : 무용치료학생들 역
- 최현욱 : 무용치료학생들 역
- 이연실 : 무용치료학생들 역
- 김미경 : 여의사 역
- 나종기 : 아버지 역
- 오세준 : 중년과장 역
- 김경원 : 한정현 역
- 진현미 : 정현의 가족 역
- 김규리 : 정현의 가족 역
- 강민지 : 여직원들 역
- 이수현 : 여직원들 역
- Vasana Haines : 버스킹남 역
- 손민영 : 간호사 역
- 김기정 : 산부인과 환자들 역
- 서민아 : 산부인과 환자들 역
- 박여욱 : 산부인과 환자들 역
- 문지훈 : 젊은 경비원 역
- 박은홍 : 인부들 역
- 최문익 : 인부들 역
- 김재철 : 인부들 역
- 배예인 : 무용수들 역
- 방성현 : 무용수들 역
- 변예진 : 무용수들 역
- 박현진 : 무용수들 역
- 전주협 : 노조들 역
- 김도한 : 노조들 역
- 강정인 : 희정선생님 역
- 변정자 : 아파트 아주머니 역
- 손기현 : 김선생님 역
- 손태훈 : 보호자, 휠체어남 역
- 김홍욱 : 편의점사장 역
- 장준권 : 낚시하는 남자 역
- 김민수 : 회사원들 역
- 강동욱 : 회사원들 역
- 황윤하 : 회사원들 역
- 이대희 : 회사원들 역
- 이윤미 : 회사원들 역
- 이철우 : 회사원들 역
- 하진경 : 우산 쓴 행인들 역
- 김혜진 : 우산 쓴 행인들 역
- 백혜문 : 우산 쓴 행인들 역
- 김일호 : 까페 손님 역
- 김혜인 : 인포 안내 역
- 서우진 : 인포 안내 역
- 이재우 : 형사들 역
- 김민우 : 형사들 역
- 박지영 : 준희고모 역
- 박수동 : 헤어디자이너 역

## 같이 보기
- 2020년 대한민국의 영화 목록